# Arara (grad)
Arara je grad u Brazilu, u državi Paraíba. Po procjenama iz 2007., ima 12.356 stanovnika.